# Heinkel He 71
O Heinkel He 71 foi um avião monoplano monomotor, produzido pela Heinkel na Alemanha. Essencialmente uma versão mais pequena que o Heinkel He 64, foi usado pelo aviador Elly Beinhorn num voo pelo continente africano.